# Siphocampylus sanguineus
Siphocampylus sanguineus är en klockväxtart som beskrevs av Alexander Zahlbruckner. Siphocampylus sanguineus ingår i släktet Siphocampylus och familjen klockväxter. Inga underarter finns listade i Catalogue of Life.